# حسین بهروزی‌نیا
حسین بهروزی‌نیا، (زادهٔ ۲۱ خرداد ۱۳۴۱ تهران)، آهنگ‌ساز، ردیف‌دان و نوازندهٔ بربط اهل ایران است.

## زندگی‌نامه و فعالیت هنری
حسین بهروزی‌نیا از سن ۹ سالگی وارد هنرستان موسیقی ایران شد و زیر نظر رضا وهدانی نواختن تار را آغاز نمود و نزد منصور نریمان نواختن عود را فرا گرفت و ردیف موسیقی ایران را از محمدرضا لطفی آموخت.
شکوفایی استعداد بهروزی‌نیا به سرعت نمایان شد تا جایی که در سن ۱۷ سالگی از او دعوت شد که در مرکز حفظ و اشاعه موسیقی ایران به کار و تدریس بپردازد.
موقعیت‌ها و پیشرفت‌ها به سرعت دنبال هم آمدند و از او درخواست شد که مسوولیت تولید و آموزش آن مرکز را بپذیرد.
او همواره در جهت آموزش بربط و تربیت هنرجویان همت گمارده او سفرهای زیادی در سراسر اروپا، آسیا و شمال آمریکا داشته‌است و کنسرت‌های زیادی را برگزار نموده همچنین با گروه‌ها و ارکسترهای برجسته ایرانی مانند ارکستر مضرابی ایران، گروه عارف، گروه مولانا همکاری داشته و از سال ۱۹۹۲ به عنوان نوازنده بربت با گروه دستان همکاری مستمر داشته‌است.
در طی این سال‌ها با تعدادی از خوانندگان برجسته از جمله محمدرضا شجریان، شهرام ناظری، پریسا، سیما بینا، علیرضا افتخاری، همایون شجریان و سالار عقیلی همکاری نموده‌است.
بهروزی‌نیا بربط را به شیوه ایرانی می‌نوازد که این وجه تمایز او با عود نوازان عرب یا ایرانی است که به شیوه عرب‌ها عود می‌نوازند.
او در سال ۲۰۰۳ از وزیر فرهنگ نشان (اولین مرتبهٔ هنرها) را بالاترین احترام‌ها دریافت نمود.
حسین بهروزی‌نیا بعد از قرن‌ها با همکاری استاد ابراهیم قنبری‌مهر ساز بربت را دوباره احیا نمود و وارد جامعه موسیقی ایران کرد.

## آثار
| آثار                           | آثار       | آثار                           | آثار    | آثار           | آثار                         | آثار                                                                           |
| ------------------------------ | ---------- | ------------------------------ | ------- | -------------- | ---------------------------- | ------------------------------------------------------------------------------ |
| نام آلبوم                      | سال انتشار | آهنگساز                        | نوازنده | خواننده        | ناشر                         | توضیحات                                                                        |
| بامداد                         | ۱۳۶۸       | حمید متبسم                     | آری     | بیژن کامکار    |                              | به‌همراه گروه عارف                                                              |
| افق مهر                        | ۱۳۶۹       | پرویز مشکاتیان                 | آری     | ایرج بسطامی    | سروش                         | به‌همراه گروه عارف                                                              |
| کنسرت ایرج بسطامی و گروه دستان | ۱۳۷۱       | حمید متبسم، محمدعلی کیانی نژاد | آری     | ایرج بسطامی    |                              | به‌همراه گروه دستان، به صورت رسمی از سوی هیچ ناشری منتشر نشده‌است                |
| بوی نوروز                      | ۱۳۷۱       | حمید متبسم                     | آری     | ایرج بسطامی    |                              | به‌همراه گروه دستان                                                             |
| شب، سکوت، کویر                 | ۱۳۷۷       | کیهان کلهر                     | آری     | محمدرضا شجریان | دل آواز                      |                                                                                |
| سفر به دیگر سو                 | ۱۳۷۷       | شهرام ناظری                    | آری     | شهرام ناظری    |                              | ضبط اجرای زندهٔ واشینگتن ۱۹۹۸                                                   |
| ساز نو آواز نو                 | ۱۳۷۷       |                                | آری     | شهرام ناظری    |                              | به‌همراه گروه دستان                                                             |
| سرو سیمین                      | ۱۳۷۸       | محمدعلی کیانی‌نژاد              | آری     | علی‌رضا افتخاری | فارس نوا                     |                                                                                |
| کوهستان                        | -          | آری                            | آری     | -              | سروش                         | گلچینی از ملودی‌های بومی ایران، به‌همراه بیژن کامکار (دف) و کامبیز گنجه‌ای (تنبک) |
| سه‌نوازی                        | -          | آری                            | آری     | -              |                              | به‌همراه حمید متبسم (تار، سه‌تار) و پژمان حدادی (تنبک)                           |
| بربت                           | -          | آری                            | آری     | -              |                              | به‌همراه کامبیز گنجه‌ای (تنبک)                                                   |
| حنایی                          | ۱۳۸۱       |                                | آری     | سیما بینا      |                              |                                                                                |
| آفتاب نیمه‌شب (وجد)             | ۱۳۸۲       | آری                            | آری     | -              |                              | به‌همراه پژمان حدادی (تنبک)                                                     |
| شوریده                         | ۱۳۸۲       |                                | آری     | پریسا          |                              | به همراه گروه دستان، با آواز پریسا                                             |
| گل بهشت                        | ۱۳۸۴       | حمید متبسم، حسین بهروزی‌نیا     | آری     | پریسا          |                              | به همراه گروه دستان، با آواز پریسا                                             |
| لولیان                         | ۱۳۸۴       | حمید متبسم                     | آری     | شهرام ناظری    |                              | به‌همراه گروه دستان                                                             |
| از سنگ تا الماس                | ۱۳۸۵       | آری                            | آری     |                | سروش                         | به‌همراه پژمان حدادی (تنبک)                                                     |
| دریای بی پایان                 | ۱۳۸۵       | سعید فرج‌پوری                   | آری     | سالار عقیلی    | موسسه فرهنگی هنری آوا خورشید | به‌همراه گروه دستان                                                             |
| سعدی نامه                      | ۱۳۸۶       | ارشد طهماسبی                   | آری     | سالار عقیلی    | حوزه هنری                    | به‌همراه گروه دستان                                                             |
| به نام گل سرخ                  | ۱۳۸۷       | حمید متبسم                     | آری     | سالار عقیلی    | موسسه فرهنگی هنری نقطه تعریف | به‌همراه گروه دستان                                                             |
| قیژک کولی                      | ۱۳۸۷       | حمید متبسم                     | آری     | همایون شجریان  | دل آواز                      | به‌همراه گروه دستان                                                             |
| خورشید آرزو                    | ۱۳۸۷       | سعید فرجپوری                   | آری     | همایون شجریان  | دل آواز                      | به‌همراه گروه دستان                                                             |
| یادستان                        | ۱۳۸۸       | آری                            | آری     |                | سروش                         | به‌همراه بیژن کامکار (دف) و کامبیز گنجه‌ای (تنبک)                                |
| نغمه‌ای زیر خاکستر              | ۱۳۸۹       | آری                            | آری     |                | موسسه فرهنگی هنری نقطه تعریف | به‌همراه گروه دستان                                                             |
| در سرای تنهایی                 | ۱۳۹۱       | آری                            | آری     |                | نغمه حصار                    | به‌همراه بهنام معصومی                                                           |
| مال‌کنون (آلبوم)                | ۱۳۶۵       | عطاءالله جنگوک                 | آری     | مسعود بختیاری  | هم آواز آهنگ                 |                                                                                |
| مندیر (آلبوم)                  | -          | محمدعلی کیانی نژاد             | آری     | ملک‌محمد مسعودی | گلبانگ بختیاری               |                                                                                |